# ستيف ليهي
ستيف ليهي (بالإنجليزية: Steve Leahy)‏ هو لاعب كرة قدم بريطاني، ولد في 23 سبتمبر 1959 في باترسي في المملكة المتحدة. لعب مع إبسفليت يونايتد وكريستال بالاس.